# Müsavat
Müsavat grundades 1911 och är Azerbajdzjan äldsta politiska parti. Partiledare sedan 1992 är Isa Gambar. 